# Sztálingrád (film, 1989)
A Sztálingrád (eredeti cím: Stalingrad / Sztalingrad / Сталинград) 1990-ben bemutatott színes, szovjet-NSZK-amerikai-csehszlovák háborús filmdráma Jurij Ozerov rendezésében.

## A cselekmény
1942. június 28-án Hitler megindítja a második nyári offenzíváját, hogy megszerezze a kaukázusi kőolajmezők feletti uralmat. A Fall Blau fedőnevű hadművelet szerint a Dél Hadseregcsoport két irányba támad: az A hadseregcsoport (1. hadsereg, 17. páncéloshadsereg) von Kleist parancsnoksága alatt Harkov térségéből a Kaukázus felé a B hadseregcsoport (6. hadsereg és 4. páncéloshadsereg) Paulus parancsnoksága alatt pedig Sztálingrád irányában támad. A szovjetek a Vörös Zenekar nevű kémhálózatnak köszönhetően tudnak a német hadműveletről és várják a támadást. 1942. augusztus 23-án a B hadseregcsoport megkezdi Sztálingrád ostromát. A világ lélegzetvisszafojtva figyel.

## Szereplők
- Vaszilij Ivanovics Csujkov tábornok – Powers Boothe
- Gurov – Liubomiras Laucevičius
- Rogyimcev tábornok – Szergej Nyikonyenko
- Ruben Ibarruri kapitány – Fernando Allende
- Georgij Konsztantyinovics Zsukov marsall – Mihail Uljanov
- Andrej Ivanovics Jerjomenko – V. Cvetkov
- Joszif Visszarionovics Sztálin – Arcsil Gomiasvili
- Adolf Hitler – A. Petri
- Nyikita Szergejevics Hruscsov – V. Lobanov
- Harro Schulze-Boysen – Günter Junghans
- Jakov Pavlov őrmester – Szergej Garmas